# Hisao Yamamoto
Hisao Yamamoto (jap. 山本久男 Yamamoto Hisao; ur. 21 lipca 1946) - japoński lekkoatleta, który specjalizował się w rzucie oszczepem.
Brązowy medalista uniwersjady w Tokio (1967) z wynikiem 67,72. W 1970 zdobył złoto igrzysk azjatyckich. Pięciokrotny mistrz Japonii w rzucie oszczepem - tytuły zdobył w 1967, 1969, 1970, 1971 oraz 1972. Rekord życiowy: 79,52 (19 lipca 1969, Tokio).